# Halbportalkran
Der Halbportalkran ist dem Portalkran im Wesentlichen ähnlich, außer dass auf einer Seite die Stütze entfällt.

Diese Schiene ist nicht am Boden verlegt, sondern wie bei einem Brückenkran auf einer Mauer, auf Stützen oder auf einem Träger an einer Hallenwand montiert.

Halbportalkrane sind von den Anschaffungskosten günstiger, aber wegen der Montagehöhe und der schlechten Zugänglichkeit der zweiten Schiene schwieriger aufzustellen.
Halbportalkrane werden meistens in oder außerhalb von Fabrikhallen zur Be- und Entladung von Zügen und LKW oder zum Warenumschlag eingesetzt. Die maximale Tragfähigkeit richtet sich meist nach der Belastbarkeit der Hallenwand.
Außerdem sind sie eine Alternative zum Konsolkran, der mit einem frei hängenden Kranträger an drei Schienen einer Hallenwand fährt und somit recht anspruchsvoll ist, was die Gebäudestatik betrifft. Da der Halbportalkran durch die hallenseitige Stütze die Kraft auf den Boden ableitet, ist er statisch einfacher zu realisieren.

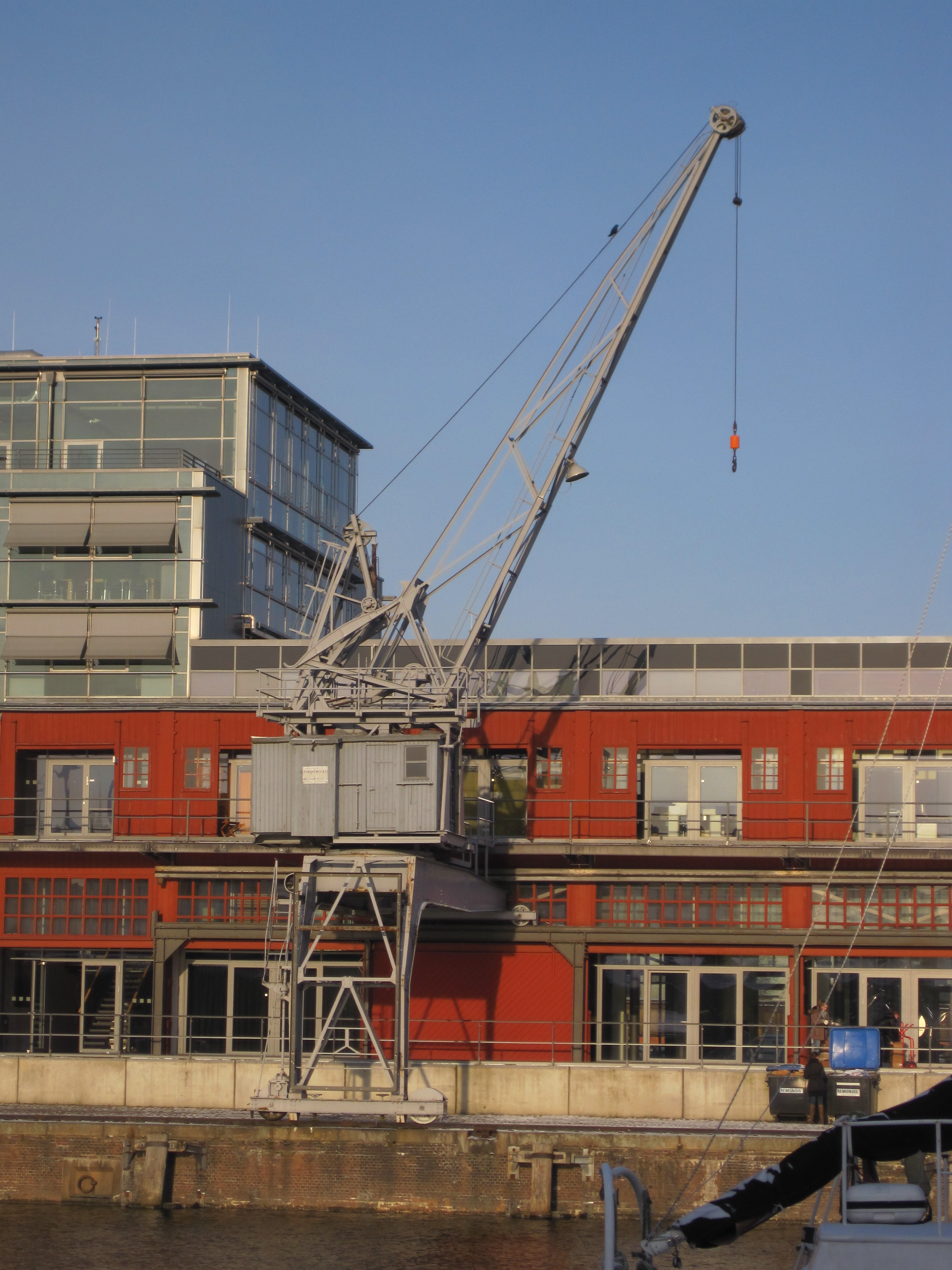
Historischer Halbportalkran an einem alten Hafenspeicher in Lübeck
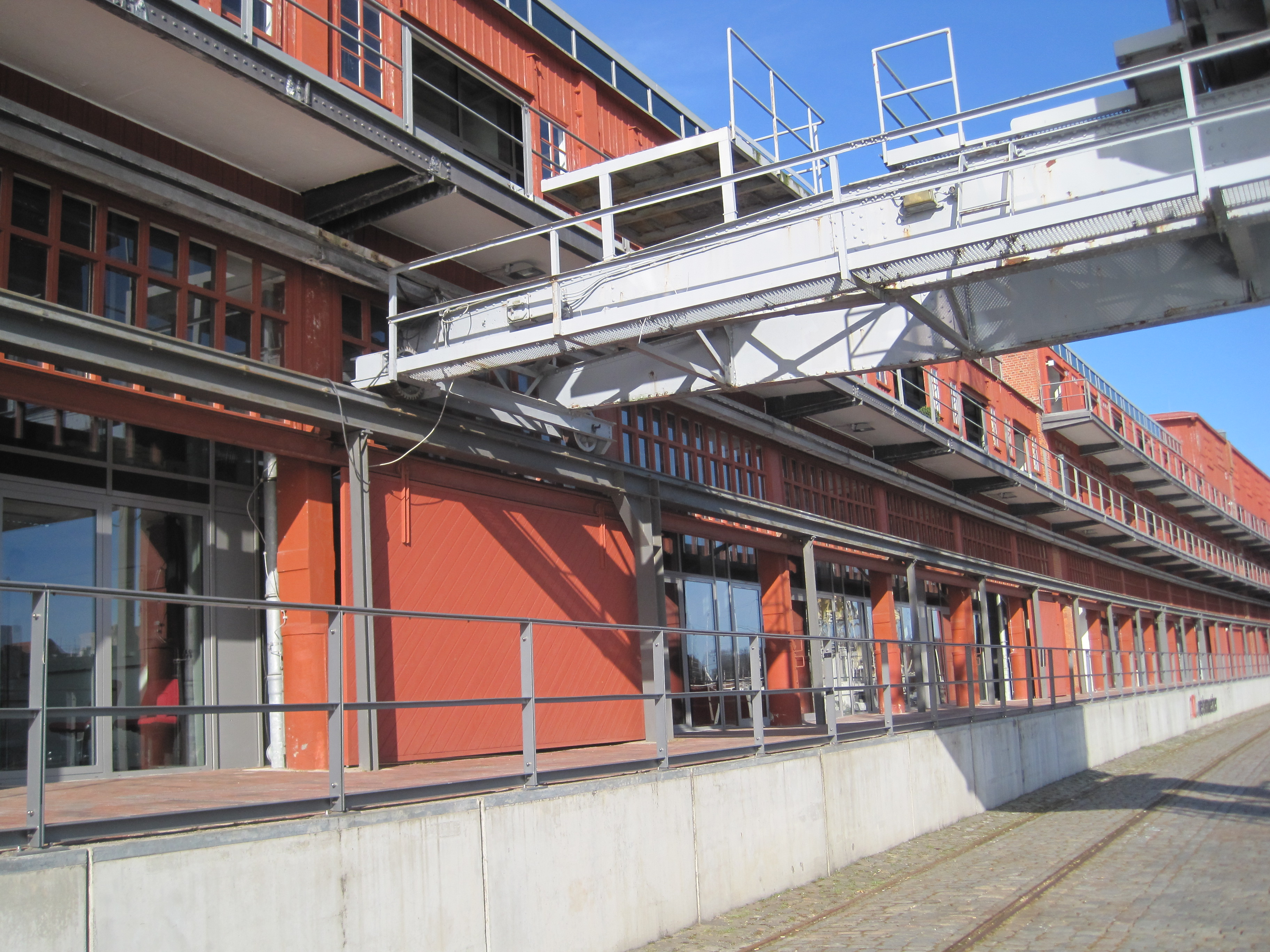
Auflager des Halbportalkrans am Speichergebäude in Lübeck
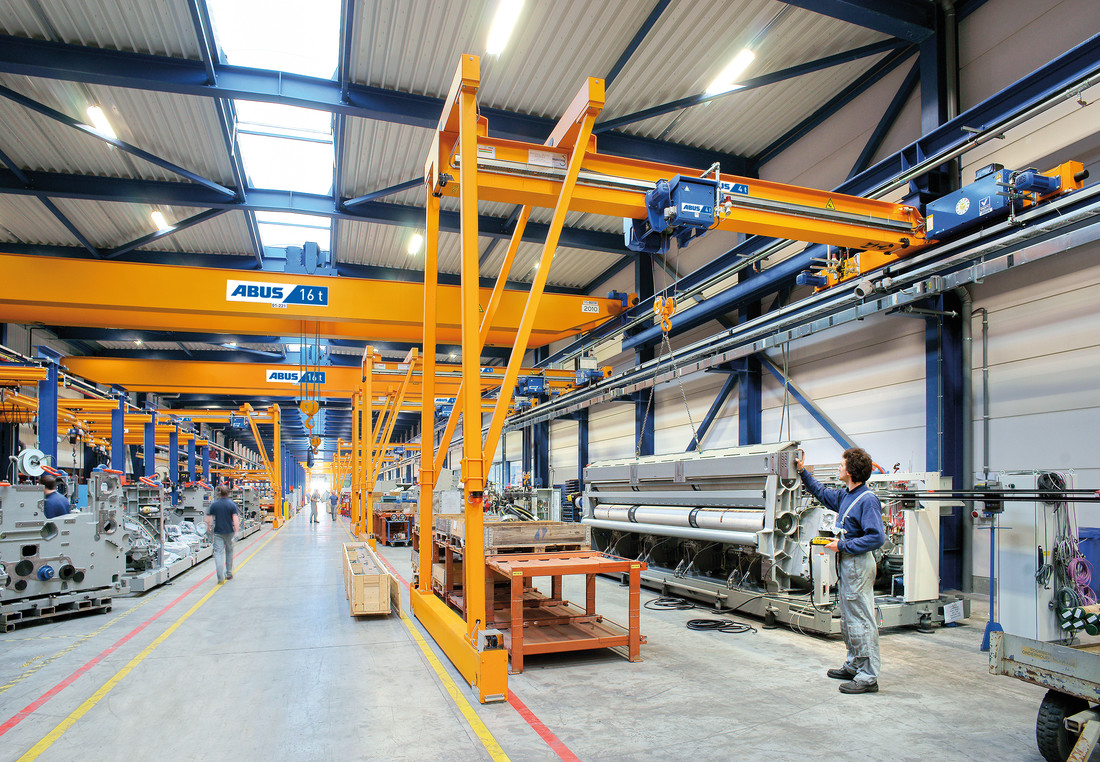
Moderner Halbportalkran in einem Industrieunternehmen zur Montage von Maschinenteilen